# 張承業
張 承業（ちょう しょうぎょう、チャン・スンオプ、장승업、1843年 - 1897年）は、李氏朝鮮後期の画家。字は景猶、号は吾園（オオン）。本貫は大元（太原）。檀園・金弘道、蕙園・申潤福とともに「三園」の一人。孤児として生まれ育ち、絵画を学んだのも居候先であった。2002年には彼の生涯を追った映画『酔画仙』が製作されている。

## ギャラリー

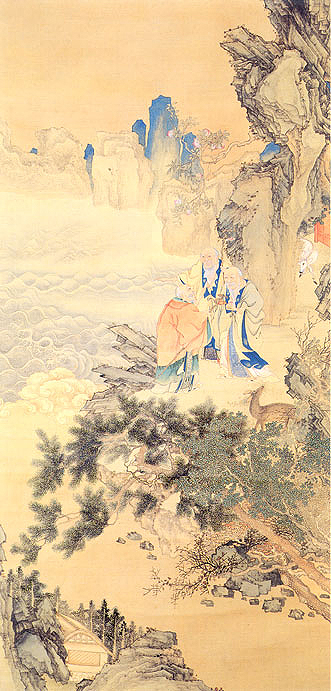
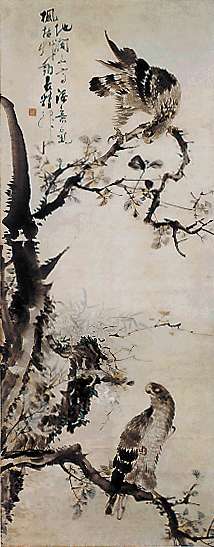
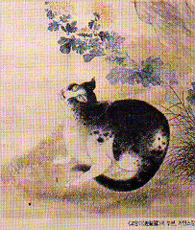
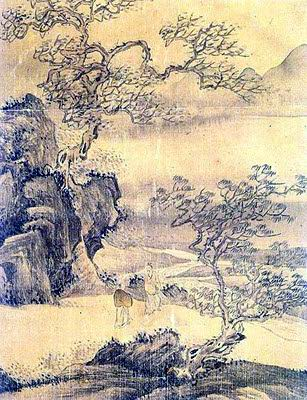
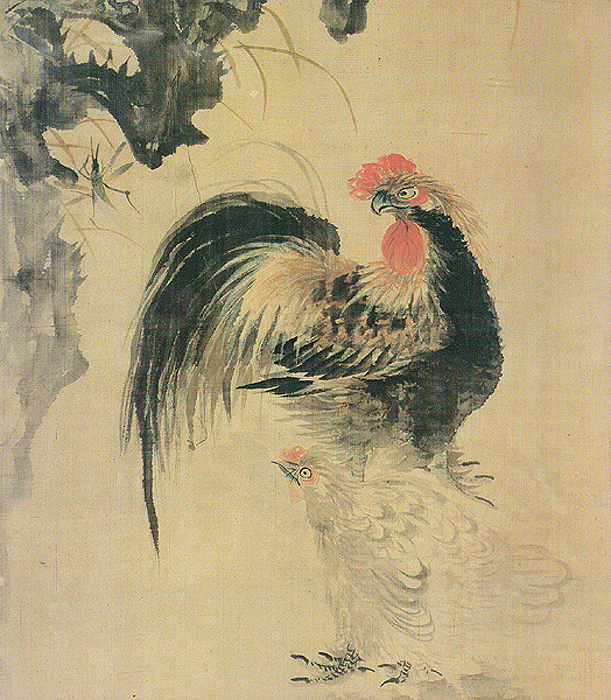
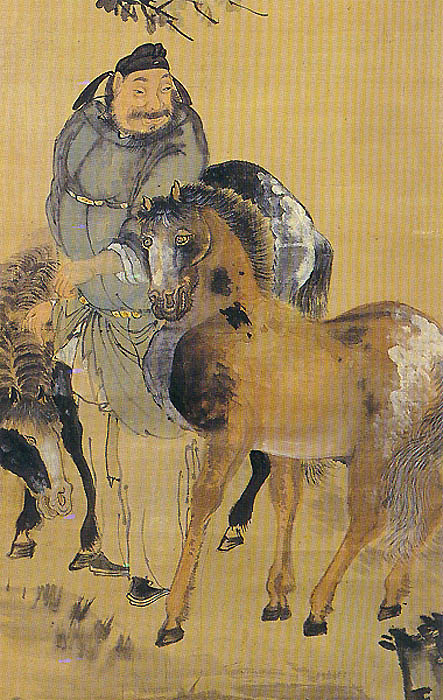
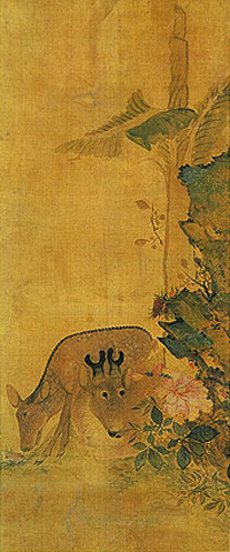